# Assabah (Tunisia)
Assabah (in arabo الصباح‎?) è un quotidiano tunisino fondato a Tunisi nel 1951.

## Storia
Il primo numero del giornale, fondato da Habib Cheikhrouhou, uscì il 1º febbraio 1951.